# Michiko Ishimure
Michiko Ishimure (石牟礼 道子, Ishimure Michiko), née le 11 mars 1927 à Kawaura (en) du district d'Amakusa dans la préfecture de Kumamoto et morte le 10 février 2018, est une poétesse et une écrivaine japonaise.

## Biographie
Michiko Ishimure est née à Kawaura (actuelle Amakusa) dans la préfecture de Kumamoto. Après avoir obtenu son diplôme à l'école pratique de Minamata, elle devient enseignante puis femme au foyer. En 1958, elle rejoint le groupe du Cercle du village (sâkuru mura) du poète Gan Tanigawa. Elle s'intéresse alors à la poésie japonaise et commence une activité littéraire. 
Dans son œuvre majeure Kugai Jôdô waga Minamata byô ("Mer de souffrance, Terre Pure : notre maladie de Minamata") (1969) elle rend hommage aux victimes de la maladie. Ce travail a fait l'objet de nombreux éloges. Elle reçoit le prix Ôyasôichi non fikushon qu'elle refuse.
En 1986, elle assiste le poète haikai Futoshi Anai pour la publication du recueil Ciel (Ten).
En 1993, elle participe aux plans de l'hebdomadaire Kinyôbi spécialisé dans la politique, les entreprises et les catastrophes environnementales. Elle démissionne au bout de deux années car elle ne faisait que "donner un coup de main" au comité éditorial.
En 2002, elle publie une pièce de nô intitulée Shiranui, qui est jouée sur scène la même année à Tokyo, puis en 2003 à Kumamoto et en 2004 à Minamata.
Atteinte de la maladie de Parkinson, elle décède le 10 février 2018.

## Distinctions
Michiko Ishimure est lauréate de l'édition 1973 du prix Ramon Magsaysay pour ses écrits relatifs à la  maladie de Minamata et du prix Murasaki Shikibu en 1993  pour Izayoi hashi (十六夜橋).